# Генрих VI (император Священной Римской империи)
Генрих VI Гогенштауфен (нем. Heinrich VI, ноябрь 1165, Неймеген, Нидерланды — 28 сентября 1197, Мессина, Сицилийское королевство) — король Германии с 1169 года, император Священной Римской империи с 1191 года и король Сицилии с 1194 года. Сын императора Фридриха I Барбароссы и Беатрис I Бургундской.

## Биография
Будучи ребёнком 15 августа 1169 года был избран германским королём (наследником императорского престола).
Начиная с пышного торжества, устроенного в Майнце на Пятидесятницу 1184 года, когда его посвятили в рыцари, Генрих являлся наместником своего отца в Германии.
В январе 1186 года Генрих женился на Констанции, дочери короля Сицилии Рожера II и его наследнице. Юный король — ему был всего 21 год, а его супруге Констанции на десять лет более — был в Милане коронован королевским венцом, как король Италии, и самим императором возведен в цесари, то есть в соправители, для чего содействие папы оказывалось вовсе не нужным.
В 1189 году, после смерти последнего внука Рожера II, Генрих унаследовал через Констанцию сицилийскую корону. Однако неаполитанская и сицилийская знать отказалась покориться германскому королю и избрала в короли Танкреда, графа Лечче, внебрачного сына брата Констанции.
Когда в мае 1189 года Фридрих Барбаросса отправился в крестовый поход, Генрих остался править вместо него. 10 июня 1190 года Барбаросса утонул в Киликии (Малая Азия), и Генрих VI вступил в полные права наследования.
Прежде всего Генриху пришлось выдержать борьбу с Генрихом Львом, который самовольно вернулся из изгнания. Узнав, что сицилийские бароны избрали на освободившийся после смерти короля Вильгельма II сицилийский трон графа Танкреда Лечче, Генрих помирился с Генрихом Львом и поспешил в Италию.
В Италии он привлек на свою сторону ломбардцев, расположил к себе римлян и был коронован папой Целестином III, после чего вторгся в королевство Сицилию. Сопротивление, оказанное Неаполем, и появившаяся в войске чума заставили императора отступить.
Возвратившись в Германию, он получил богатое наследство в Италии, оставшееся после смерти герцога Вельфа VI.
В конце 1192 года в окрестностях Вены герцогом Леопольдом Австрийским был схвачен и заключен в замок Дюрнштейн враг германского и французского королей, возвращавшийся из крестового похода Ричард I Львиное Сердце (король Англии в 1189—1199). Генрих VI, который имел все поводы опасаться Ричарда как союзника Вельфов и сторонника враждебной партии в Сицилии, потребовал пленника к себе, утверждая, что «неуместно герцогу держать в плену короля». В 1193 году на рейхстаге в Шпейере были установлены условия освобождения Ричарда: выкуп в 150 тысяч марок, из которых третья часть выпадала австрийскому герцогу. При этом английский король должен был признать себя вассалом германского императора. Только на этих условиях он был выпущен на свободу в начале 1194 года.
Отдав герцогство Швабия своему брату Конраду, Генрих предпринял новый поход в Италию с целью добиться тесного соединения сицилийской короны с немецкой. Танкред умер в 1194 году; его несовершеннолетний сын Вильгельм III был провозглашен королём, а королева Сибилла назначена регентшей. На этот раз Неаполь не оказал сопротивления, Салерно был взят приступом, Сицилия также покорилась, и в ноябре 1194 года император торжественно вступил в Палермо, где и короновался сицилийской короной. Сибилла и Вильгельм отказались от своих прав после того, как им были обещаны графства Лечче и Тарент. Но вскоре Генрих под предлогом открытого якобы заговора велел схватить и заточить в монастырь королеву Сибиллу и её дочь, Вильгельма же ослепить и оскопить; даже труп Танкреда был предан поруганию, а все приверженцы норманнского королевского дома были схвачены и казнены.
Часть сицилийской знати, которую — может быть, и не без основания — обвиняли в покушении на жизнь императора, Генрих увез с собой под стражей в Германию, туда же отправил из Палермо и богатейшую денежную казну норманнских королей.
Возвратившись в Германию, Генрих прекратил возникшие за время его отсутствия междоусобицы и выступил на сеймах в Вюрцбурге и Майнце в 1196 году с требованием признания немецкой короны наследственной в его доме. Встретив сопротивление духовных князей и папы, он мог добиться только провозглашения немецким королём своего двухлетнего сына Фридриха.
Затем он отправился на юг и намеревался с помощью специального немецкого крестового похода, для которого он вербовал многих князей, распространить свою власть и на Востоке. Ему уже платили дань мавританские князья северной Африки и греческий император Алексей III, который низвергнул с престола брата своего Исаака. Для выплаты дани пришлось ввести во всем государстве особую подать, называвшуюся «аламанской» (Άλαμανικόν), и снять драгоценные украшения с императорских гробниц в Константинополе.
В 1196 году императору пришлось поспешить в Сицилию, где среди местной знати против него составился заговор, которого, по-видимому, не чужда была и сама императрица Констанция. Генриху был уже назначен преемник в случае, если заговор удастся и он будет умерщвлен. Но замысел открылся, и Генрих принял против заговорщиков самые суровые меры наказания. Своему сопернику он приказал прибить гвоздями к голове железную корону, других его сообщников приказал жечь на кострах и топить в воде: «разыграл с ними Нерона» (neronizavit) — по весьма оригинальному выражению итальянской хроники.
Подавив с большой жестокостью восстание в Сицилии, Генрих хотел последовать за войском крестоносцев. В конце лета 1197 года он прибыл в Мессину, чтобы лично присутствовать при отправлении Крестового похода. Был собран громадный для того времени флот, возможно имевший своей целью не святые места, а Константинополь. Но все эти обширные замыслы неожиданно были пресечены. Генрих, которому было всего 32 года, не отличался ни крепостью сложения, ни особо завидным здоровьем. По сообщениям историков[каких?], ничтожный случай (неосторожное употребление холодного питья в жаркий день) вызвал лихорадку, которая через несколько дней, 28 сентября 1197 года, свела его в могилу во цвете лет и в полном развитии могущества.
Похоронен в кафедральном соборе Палермо.

## Семья

### Брак и дети
- Жена: (с 27 января 1186 года) — Констанция Норманнская (1154—1198), посмертная дочь Рожера II, короля Сицилии, и его третьей жены Беатрисы Ретельской.
  - Фридрих II (1194—1250), король Германии (формально Римский король) (1220—1250), король Сицилии в 1198—1212 и 1217—1250 годах, император Священной Римской империи (1220—1250)